# Partinello
Partinello (korsisch Partinellu) ist eine französische Gemeinde auf der Mittelmeerinsel Korsika. Sie gehört zum Département Corse-du-Sud, zum Arrondissement Ajaccio und zum Kanton Sevi-Sorru-Cinarca. Die Bewohner nennen sich Partinellois.

## Geografie
Partinello grenzt im Südwesten an das Mittelmeer und ist von Osani, Galéria, Manso und Serriera umgeben. Das Siedlungsgebiet liegt ungefähr auf 160 Metern über dem Meeresspiegel und besteht aus den Dörfern Partinello, Vetriccia und Vignale.

## Bevölkerungsentwicklung
| Jahr      | 1962 | 1968 | 1975 | 1982 | 1990 | 1999 | 2008 | 2012 |
| --------- | ---- | ---- | ---- | ---- | ---- | ---- | ---- | ---- |
| Einwohner | 101  | 111  | 114  | 127  | 113  | 89   | 101  | 103  |

## Sehenswürdigkeiten

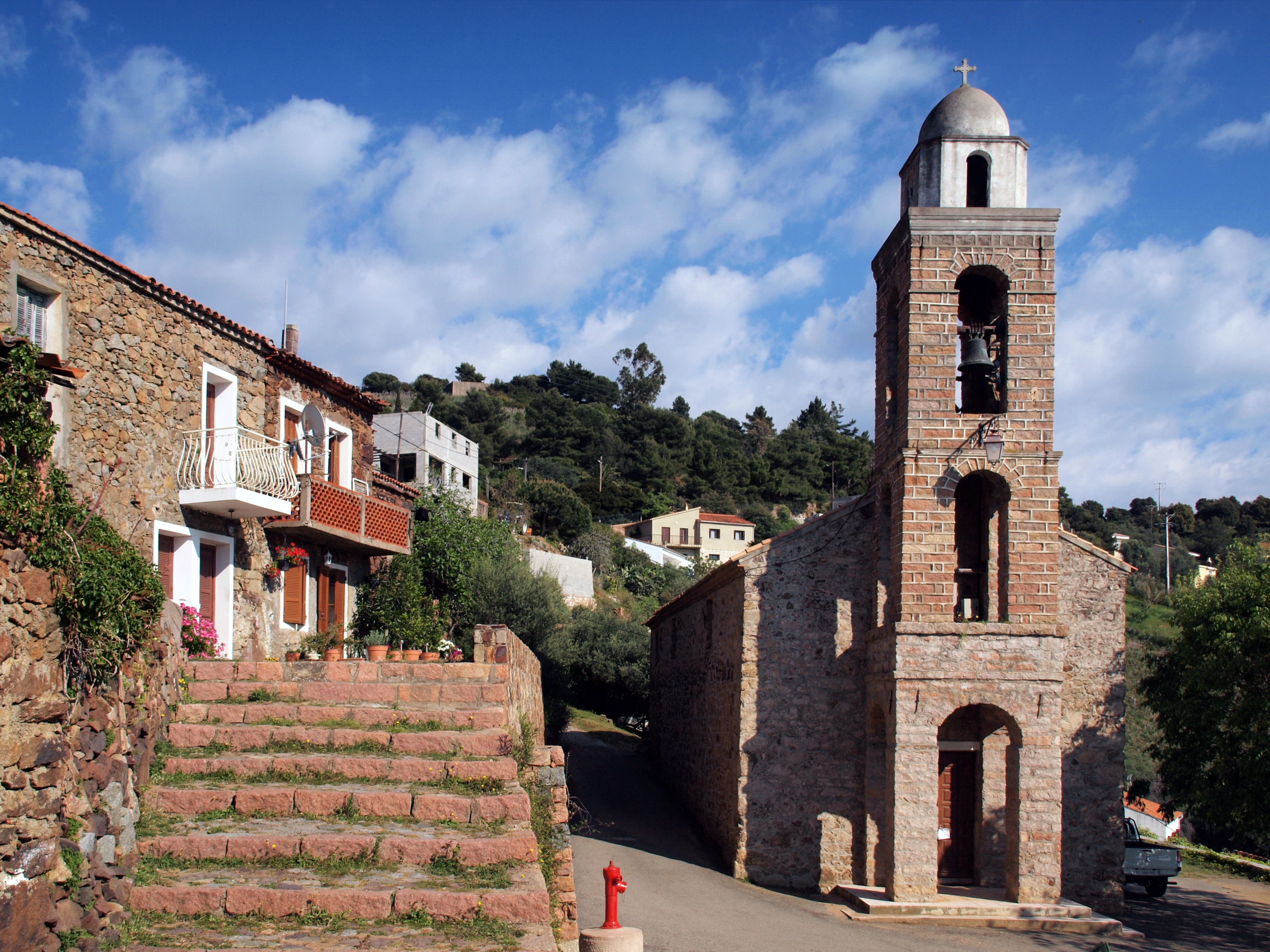
Kirche Saint-Antoine de Padoue

- Kirche Sainte-Marie
- Kirche Saint-Antoine de Padoue